# Cagliari Calcio 2009-2010
Questa voce raccoglie le informazioni riguardanti il Cagliari Calcio nelle competizioni ufficiali della stagione 2009-2010.

## Stagione
Riconfermato Massimiliano Allegri sulla panchina, il Cagliari si rinforza mantenendo il portiere Federico Marchetti e acquistando il capocannoniere dell'appena concluso campionato portoghese Nenè dal Nacional e il promettente centrocampista della Sampdoria Daniele Dessena.
La squadra è chiamata a confermare la positiva stagione precedente, ma esordisce uscendo dalla Coppa Italia ad opera della Triestina.
Il campionato comincia sulla falsariga del primo, con un solo punto nelle prime 5 giornate (pareggio per 0-0 sul Livorno in Toscana alla prima giornata), e infatti, alla 5ª giornata arriva la prima vittoria, sul Bari, fuori casa, per 0-1, grazie alla rete del brasiliano Nenè, al primo centro in Italia. La prima vittoria interna arriva 3 giornate dopo, con il 3-2 sul Genoa. Il resto del girone d'andata e l'inizio del girone di ritorno sono ottimi per il Cagliari, che fa 28 punti in 16 gare e si ritrova addirittura in corsa per l'Europa League. Tuttavia, dopo la vittoria sul Parma, i cagliaritani si ritrovano in una incredibili crisi, che li porta a perdere posizioni in classifica in virtù di 2 punti in 9 giornate. Massimiliano Allegri viene esonerato e sostituito da Giorgio Melis, che debutta pareggiando 2-2 con il Palermo. Nelle 5 partite della sua gestione, il Cagliari di Melis ottiene 4 pareggi e una sconfitta.
Gli isolani chiudono il campionato al 14º posto con 44 punti. Capocannoniere stagionale è Alessandro Matri, autore di 13 reti.

## Divise e sponsor
Lo sponsor tecnico per la stagione 2009-2010 è Macron, mentre lo sponsor ufficiale è dahlia TV.
| Casa | Trasferta | Terza divisa |

## Organigramma societario
Area direttiva
- Presidente e Amministratore delegato: Massimo Cellino
- Consigliere Responsabile Marketing: Ercole Cellino
- Consigliere Resp.Impianti Tecnici e della Sicurezza: Marcello Vasapollo
- Consigliere Ammin. Delegato Rapporti Tifoseria: Giampaolo Caboni

Area organizzativa
- Responsabile Amministrativo: Carlo Catte
- Resp. e Direttore Tecnico Settore Giovanile: Gianfranco Matteoli
- Direttore Generale: Francesco Marroccu
- Consulente Marketing: Stefania Campus
- Segretaria Presidenza: Yveline Fonteny
- Segretario Generale Sportivo: Pino Serra
- Responsabile Relazioni con la stampa: Marcello Sanfelice

Area marketing
- Respons. Marketing: Stefania Campus
- Respons. Cagliari Point: Laura Mareddu

Area tecnica
- Responsabile Prima Squadra: Giorgio Melis
- Coadiuvante: Gianluca Festa
- Allenatore in 2º e Prep.Portieri: Marco Landucci
- Preparatore Atletico: Simone Folletti
- Collaboratore Tecnico: Stefano Grani

Area sanitaria
- Resp. Sanitario: Marco Scorcu
- Medico Prima Squadra: Francesco Piras
- Fisioterapisti: Salvatore Congiu, Francesco Todde

## Rosa
| N. |                    | Ruolo | Calciatore                  |
| -- | ------------------ | ----- | --------------------------- |
| 1  | Italia (bandiera)  | P     | Mauro Vigorito              |
| 2  | Italia (bandiera)  | D     | Ignazio Carta               |
| 3  | Italia (bandiera)  | D     | Lorenzo Ariaudo             |
| 4  | Italia (bandiera)  | C     | Daniele Dessena             |
| 5  | Italia (bandiera)  | C     | Daniele Conti               |
| 6  | Uruguay (bandiera) | D     | Diego Luis López (capitano) |
| 7  | Italia (bandiera)  | C     | Andrea Cossu                |
| 8  | Italia (bandiera)  | C     | Davide Biondini             |
| 9  | Brasile (bandiera) | A     | Nenê                        |
| 10 | Italia (bandiera)  | C     | Andrea Lazzari              |
| 12 | Italia (bandiera)  | P     | Marco Ruzzitu               |
| 13 | Italia (bandiera)  | D     | Davide Astori               |
| 14 | Italia (bandiera)  | D     | Francesco Pisano            |
| 15 | Italia (bandiera)  | D     | Lino Marzoratti             |
| 16 | Italia (bandiera)  | C     | Enrico Verachi              |
| 18 | Italia (bandiera)  | C     | Andrea Parola               |

| N. |                      | Ruolo | Calciatore          |
| -- | -------------------- | ----- | ------------------- |
| 19 | Croazia (bandiera)   | C     | Mario Brkljača      |
| 20 | Italia (bandiera)    | C     | Simone Barone       |
| 21 | Italia (bandiera)    | D     | Michele Canini      |
| 22 | Italia (bandiera)    | P     | Federico Marchetti  |
| 23 | Argentina (bandiera) | A     | Joaquín Larrivey    |
| 24 | Italia (bandiera)    | P     | Cristiano Lupatelli |
| 25 | Italia (bandiera)    | P     | Michael Agazzi      |
| 26 | Italia (bandiera)    | D     | Paolo Dametto       |
| 27 | Brasile (bandiera)   | A     | Jeda                |
| 28 | Belgio (bandiera)    | C     | Radja Nainggolan    |
| 29 | Italia (bandiera)    | A     | Mattia Gallon       |
| 30 | Italia (bandiera)    | A     | Daniele Ragatzu     |
| 31 | Italia (bandiera)    | D     | Alessandro Agostini |
| 32 | Italia (bandiera)    | A     | Alessandro Matri    |
| 33 | Italia (bandiera)    | D     | Luca Di Laura       |
| 34 | Italia (bandiera)    | C     | Daniele Giorico     |

## Calciomercato

### Sessione estiva(dall'1/7 all'1/9)
| Acquisti | Acquisti           | Acquisti        | Acquisti                        |
| R.       | Nome               | da              | Modalità                        |
| -------- | ------------------ | --------------- | ------------------------------- |
| P        | Michael Agazzi     | Triestina       | comproprietà (0,6 milioni €)    |
| P        | Federico Marchetti | AlbinoLeffe     | riscatto compr. (4,5 milioni €) |
| D        | Lino Marzorati     | Empoli          | comproprietà (3 milioni €)      |
| C        | Simone Barone      | Torino          | definitivo (1 milioni €)        |
| C        | Mario Brkljača     | Hajduk Spalato  | definitivo (0,8 milioni €)      |
| C        | Salvatore Burrai   | Ternana         | fine prestito                   |
| C        | Daniele Dessena    | Sampdoria       | prestito                        |
| A        | Andrea Cocco       | Rovigo          | riscatto compr.                 |
| A        | Nenê               | Nacional        | definitivo (4,5 milioni €)      |
| A        | Joaquín Larrivey   | Vélez Sarsfield | fine prestito                   |

| Cessioni | Cessioni              | Cessioni      | Cessioni                                       |
| R.       | Nome                  | a             | Modalità                                       |
| -------- | --------------------- | ------------- | ---------------------------------------------- |
| P        | Michael Agazzi        | Triestina     | prestito (0 milioni €)                         |
| P        | Simone Aresti         | Alghero       | comproprietà                                   |
| D        | Paolo Bianco          | Atalanta      | svincolato                                     |
| D        | Cristiano Del Grosso  | Siena         | riscatto compr. (0,45 milioni €)               |
| D        | Daniele Magliocchetti | Triestina     | prestito (0 milioni €)                         |
| D        | Carlos Matheu         | Independiente | definitivo (2,5 milioni €)                     |
| C        | Salvatore Burrai      | Cremonese     | prestito con diritto di riscatto della metà    |
| C        | Michele Fini          | Siena         | svincolato                                     |
| C        | Marco Mancosu         | Empoli        | prestito con diritto di riscatto (0 milioni €) |
| A        | Robert Acquafresca    | Inter         | fine prestito                                  |
| A        | Andrea Cocco          | Alghero       | comproprietà                                   |

### Sessione invernale(dal 7/1 al 2/2)
| Acquisti | Acquisti         | Acquisti  | Acquisti                                    |
| R.       | Nome             | da        | Modalità                                    |
| -------- | ---------------- | --------- | ------------------------------------------- |
| P        | Michael Agazzi   | Triestina | riscatto comproprietà                       |
| D        | Lorenzo Ariaudo  | Juventus  | prestito con diritto di riscatto della metà |
| C        | Radja Nainggolan | Piacenza  | prestito con diritto di riscatto            |

| Cessioni | Cessioni        | Cessioni | Cessioni              |
| R.       | Nome            | a        | Modalità              |
| -------- | --------------- | -------- | --------------------- |
| C        | Rafael Acosta   | Diagoras | prestito(0 milioni €) |
| C        | Enrico Cotza    | Alghero  | prestito(0 milioni €) |
| C        | Mikhail Sivakov | Piacenza | prestito(0 milioni €) |

## Risultati

### Serie A

#### Girone di andata
| Livorno 23 agosto 2009, ore 20:45 CEST 1ª giornata | Livorno         | 0 – 0 referto | Cagliari | Stadio Armando Picchi (10.724 spett.)\| Arbitro: \| Peruzzo (Schio) \| |
| Arbitro:                                           | Peruzzo (Schio) |               |          |                                                                        |

| Arbitro: | Pinzani (Empoli) |

|                 |           |                               |
| Jeda 76’ (rig.) | Marcatori | 52’, 71’ Calaiò 89’ Reginaldo |

| Arbitro: | Banti (Livorno) |

|               |           |  |
| Gilardino 55’ | Marcatori |  |

| Arbitro: | Orsato (Schio) |

|                 |           |                 |
| Jeda 16’ (rig.) | Marcatori | 51’, 55’ Milito |

| Arbitro: | Calvarese (Teramo) |

|  |           |          |
|  | Marcatori | 77’ Nenè |

| Arbitro: | Tommasi (Bassano del Grappa) |

|  |           |                     |
|  | Marcatori | 8’ Jeda 58’ Dessena |

| Arbitro: | Peruzzo (Vicenza) |

|           |           |                    |
| Matri 38’ | Marcatori | 41’, 70’ Marcolini |

| Arbitro: | Damato (Barletta) |

|                            |           |             |
| Ricchiuti 37’ Martinez 88’ | Marcatori | 45’ Dessena |

| Arbitro: | Gava (Conegliano) |

|                                          |           |                        |
| Biondini 55’ Nenè 78’ (rig.) Lazzari 87’ | Marcatori | 20’ Mesto 59’ Floccari |

| Arbitro: | Brighi (Cesena) |

|  |           |           |
|  | Marcatori | 50’ Matri |

| Arbitro: | Velotto (Grosseto) |

|                                |           |  |
| Nenè 33’, 36’ Matri 46’ (rig.) | Marcatori |  |

| Arbitro: | Gervasoni (Mantova) |

|                     |           |  |
| Conti 85’ Matri 89’ | Marcatori |  |

| Arbitro: | Valeri (Roma) |

|                                                         |           |                               |
| Seedorf 6’ Borriello 38’ Pato 40’ Ronaldinho 62’ (rig.) | Marcatori | 9’ Matri 30’ Lazzari 69’ Nenè |

| Arbitro: | De Marco (Genova) |

|                    |           |  |
| Nenè 31’ Matri 89’ | Marcatori |  |

| Arbitro: | Orsato (Schio) |

|                    |           |           |
| Budan 55’ Kjær 65’ | Marcatori | 24’ Matri |

| Arbitro: | Piepaoli (Firenze) |

|                                 |           |                                           |
| Larrivey 75’ Matri 80’ Jeda 90’ | Marcatori | 21’ Lavezzi 65’ Pazienza 90+6’ Bogliacino |

| Arbitro: | Trefoloni (Siena) |

|                           |           |         |
| Sánchez 68’ Di Natale 70’ | Marcatori | 2’ Jeda |

| Arbitro: | Rocchi (Firenze) |

|                             |           |                                 |
| Diego López 90’ Conti 90+3’ | Marcatori | 52’ Pizarro (rig.) 65’ Perrotta |

| Arbitro: | Pinzani (Empoli) |

|  |           |           |
|  | Marcatori | 66’ Matri |

#### Girone di ritorno
| Arbitro: | Giancola (Vasto) |

|                           |           |  |
| Larrivey 3’, 50’ Jeda 64’ | Marcatori |  |

| Arbitro: | Tommasi (Bassano del Grappa) |

|            |           |           |
| Calaiò 78’ | Marcatori | 80’ Matri |

| Arbitro: | Valeri (Roma) |

|                        |           |                           |
| Lazzari 36’ Astori 48’ | Marcatori | 8’ Marchionni 63’ Jovetic |

| Arbitro: | Gervasoni (Mantova) |

|                                 |           |  |
| Pandev 6’ Samuel 20’ Milito 47’ | Marcatori |  |

| Arbitro: | Velotto (Grosseto) |

|                              |           |                |
| Conti 13’ Nenè 29’ Cossu 53’ | Marcatori | 52’ S.Masiello |

| Arbitro: | C. Russo (Nola) |

|                              |           |  |
| Zaccardo 6’ (aut.) Matri 39’ | Marcatori |  |

| Arbitro: | Doveria (Roma) |

|                           |           |            |
| De Paula 33’ Granoche 78’ | Marcatori | 51’ Astori |

| Arbitro: | Pierpaoli (Firenze) |

|                      |           |                                   |
| Lazzari 9’ Cossu 74’ | Marcatori | 31’ (rig.) Mascara 35’ Maxi López |

| Arbitro: | Baracani (Firenze) |

|                                                                      |           |                                        |
| Zapater 36’ (rig.) Palacio 39’ Sculli 42’ M. Rossi 45’ Milanetto 59’ | Marcatori | 16’ Dessena 41’ Conti 55’ (rig.) Matri |

| Arbitro: | Celi (Bari) |

|  |           |                        |
|  | Marcatori | 4’ Rocchi 37’ Floccari |

| Arbitro: | Rocchi (Firenze) |

|                                       |           |             |
| Tiribocchi 53’ Valdés 64’ (rig.), 72’ | Marcatori | 90+2’ Conti |

| Arbitro: | Banti (Livorno) |

|             |           |          |
| Guberti 47’ | Marcatori | 80’ Nenê |

| Arbitro: | Brighi (Cesena) |

|                       |           |                                              |
| Ragatzu 17’ Matri 32’ | Marcatori | 7’ Borriello 19’ Huntelaar 38’ (aut.) Astori |

| Arbitro: | Valeri (Roma) |

|               |           |  |
| Chiellini 35’ | Marcatori |  |

| Arbitro: | Rocchi (Firenze) |

|                    |           |                             |
| Cossu 28’ Jeda 87’ | Marcatori | 88’ Miccoli 90+5’ Hernandez |

| Napoli 25 aprile 2010, ore 15:00 CEST 35ª giornata | Napoli              | 0 – 0 referto | Cagliari | Stadio San Paolo\| Arbitro: \| Mazzoleni (Bergamo) \| |
| Arbitro:                                           | Mazzoleni (Bergamo) |               |          |                                                       |

| Arbitro: | Ciampi (Roma) |

|                      |           |                           |
| Lazzari 15’ Jeda 58’ | Marcatori | 26’ Di Natale 28’ Sánchez |

| Arbitro: | Bergonzi (Genova) |

|                       |           |            |
| Totti 64’, 84’ (rig.) | Marcatori | 2’ Lazzari |

| Arbitro: | Nasca (Bari) |

|             |           |              |
| Ragatzu 79’ | Marcatori | 73’ Adailton |

### Coppa Italia

#### Turni preliminari
| Arbitro: | Peruzzo (Schio) |

|             |           |  |
| Šedivec 82’ | Marcatori |  |

## Statistiche

### Statistiche di squadra
| Competizione | Punti | In casa | In casa | In casa | In casa | In casa | In casa | In trasferta | In trasferta | In trasferta | In trasferta | In trasferta | In trasferta | Totale | Totale | Totale | Totale | Totale | Totale | D.R |
| Competizione | Punti | G       | V       | N       | P       | Gf      | Gs      | G            | V            | N            | P            | Gf           | Gs           | G      | V      | N      | P      | Gf     | Gs     | D.R |
| ------------ | ----- | ------- | ------- | ------- | ------- | ------- | ------- | ------------ | ------------ | ------------ | ------------ | ------------ | ------------ | ------ | ------ | ------ | ------ | ------ | ------ | --- |
| Serie A      | 44    | 19      | 7       | 7       | 5       | 37      | 29      | 19           | 4            | 4            | 11           | 19           | 29           | 38     | 11     | 11     | 16     | 56     | 58     | -2  |
| Coppa Italia | -     | -       | -       | -       | -       | -       | -       | 1            | 0            | 0            | 1            | 0            | 1            | 1      | 0      | 0      | 1      | 0      | 1      | -1  |
| Totale       | -     | 19      | 7       | 7       | 5       | 37      | 29      | 20           | 4            | 4            | 12           | 19           | 30           | 39     | 11     | 11     | 17     | 56     | 59     | -3  |

### Andamento in campionato
| Giornata  | 1  | 2  | 3  | 4  | 5  | 6  | 7  | 8  | 9  | 10 | 11 | 12 | 13 | 14 | 15 | 16 | 17 | 18 | 19 | 20 | 21 | 22 | 23 | 24 | 25 | 26 | 27 | 28 | 29 | 30 | 31 | 32 | 33 | 34 | 35 | 36 | 37 | 38 |
| --------- | -- | -- | -- | -- | -- | -- | -- | -- | -- | -- | -- | -- | -- | -- | -- | -- | -- | -- | -- | -- | -- | -- | -- | -- | -- | -- | -- | -- | -- | -- | -- | -- | -- | -- | -- | -- | -- | -- |
| Luogo     | T  | C  | T  | C  | T  | T  | C  | T  | C  | T  | C  | C  | T  | C  | T  | C  | T  | C  | T  | C  | T  | C  | T  | C  | C  | T  | C  | T  | C  | T  | T  | C  | T  | C  | T  | C  | T  | C  |
| Risultato | N  | P  | P  | P  | V  | V  | P  | P  | V  | V  | V  | V  | P  | V  | P  | N  | P  | N  | V  | V  | N  | N  | P  | V  | V  | P  | N  | P  | P  | P  | N  | P  | P  | N  | N  | N  | P  | N  |
| Posizione | 13 | 15 | 18 | 19 | 16 | 13 | 14 | 16 | 14 | 13 | 9  | 8  | 8  | 7  | 10 | 12 | 13 | 12 | 11 | 7  | 7  | 8  | 10 | 8  | 8  | 8  | 8  | 9  | 10 | 12 | 12 | 12 | 12 | 12 | 13 | 13 | 14 | 14 |

Legenda:

Luogo: C = Casa; T = Trasferta. Risultato: V = Vittoria; N = Pareggio; P = Sconfitta.